# 樋口裕太
樋口 裕太（ひぐち ゆうた、1995年2月14日 - ）は、日本の俳優、タレント、歌手、元ジャニーズJr.である。本名及び旧芸名は植草 裕太（うえくさ ゆうた）。
東京都出身。イトーカンパニー所属。少年隊のメンバーで俳優の植草克秀の長男である。

## 来歴
2007年4月の中学入学と同時にジャニーズ事務所に入所。「植草裕太」本名でジャニーズJr.として芸能活動を開始する。同年7月に少年隊のミュージカル『PLAYZONE'07 Change2Chance』で俳優デビューし、ジャニーズ事務所初の親子共演を果たす。同年10月には『3年B組金八先生』にレギュラー出演してドラマデビューした。
2009年8月30日放送の『24時間テレビ 「愛は地球を救う」』への出演を最後に露出が途絶える。2010年3月に「学業に専念するため」との理由でジャニーズ事務所を退所し、芸能活動を休止。
2011年、芸名を「樋口裕太」と改名し、第24回ジュノン・スーパーボーイ・コンテストに出場。同年11月27日の最終選考会でフォトジェニック賞を受賞する。
現芸名で芸能活動を再開し、2012年4月23日にイトーカンパニー所属となったことを発表。同日に3人組ユニット・タワーボーイズの結成を発表した。タワーボーイズは山崎大輝・育乃介との3人による東京タワー応援ユニットで、ライブ・イベント出演などで活動する。個人でも『ミュージカル 忍たま乱太郎』などの舞台や映画に俳優として出演する。2014年3月には舞台『サンダービートで躍らせて』で初主演を務めた。
2018年1月、小西成弥と廣野凌大とともにユニット「étoile☆prinz（エトワールプリンツ）」を結成。
2019年9月、2.5次元俳優10名によるeスポーツチーム「AGP（Actors Gaming Project）」を結成。同チームでは「YUTAYANN」というゲーミングネーム（ハンドルネーム）を用いる。

## 人物
特技は華道（初段）・歌・ダンス、趣味はサッカー・釣り・スニーカー収集・スノーボード・サバゲー。ゲームも好きで、自身のYouTubeチャンネル「YUTAゲーム」ではゲームの実況配信も行っている。

## 出演

### テレビドラマ
- 3年B組金八先生 第8シリーズ（2007年10月11日 - 2008年3月20日、TBS） - 金輪祐樹 役[20]
- 三匹のおっさん 第1話（2014年1月、テレビ東京）

### 舞台
- PLAYZONE
  - PLAYZONE'07 Change2Chance（2007年7月9日 - 9月7日、青山劇場 / 梅田芸術劇場）[3][21]
  - PLAYZONE FINAL 1986-2008～SHOW TIME Hit Series～ Change（2008年7月6日 - 8月8日、青山劇場）※ 特別出演（第1幕のみ出演）[22]
- 『新春 滝沢革命』（2009年1月1日 - 27日、帝国劇場）
- 龍馬がいっぱい（2012年7月11日 - 14日、笹塚ファクトリー） - 桐原 役
- High at TOKYO（2012年10月12日 - 20日、東京タワー1F特設ホール） - 主演・樋口裕太 役
- ミュージカル『忍たま乱太郎』- 平滝夜叉丸 役
  - ミュージカル『忍たま乱太郎』第四弾 ～最恐計画を暴き出せ!!～（2013年1月9日 - 20日、サンシャイン劇場）
  - ミュージカル『忍たま乱太郎』第四弾 ～最恐計画を暴き出せ!!～ 再演（2013年6月21日 - 7月7日、シアターGロッソ）
  - ミュージカル『忍たま乱太郎』第五弾 ～新たなる敵!～（2014年1月8日 - 24日、サンシャイン劇場）
  - ミュージカル『忍たま乱太郎』第五弾再演 ～新たなる敵!～（2014年6月20日 - 7月6日、シアターGロッソ）
  - ミュージカル『忍たま乱太郎』第六弾～凶悪なる幻影!～（2015年1月9日 - 23日、サンシャイン劇場）
  - ミュージカル『忍たま乱太郎』第十弾 ～これぞ忍者の大運動会だ!～（2019年5月10日 - 26日、シアターGロッソ / 5月31日 - 6月2日、森ノ宮ピロティホール / 6月8日・9日、春日井市民会館）
  - ミュージカル『忍たま乱太郎』第十弾再演 ～これぞ忍者の大運動会だ!～（2019年10月12日 - 27日、シアターGロッソ / 11月8日 - 10日、あましんアルカイックホール）
  - ミュージカル『忍たま乱太郎』第十弾再演 忍術学園 学園祭（2020年1月10日 - 13日、舞浜アンフィシアター / 1月17日 - 19日、COOL JAPAN PARK OSAKA WWホール）
- 舞台『絶対彼氏。』（2013年3月16日 - 20日、シアター1010） - 浅元マサキ 役
- 魔劇『今日からマ王!』- ヴォルフラム 役
  - 魔劇『今日からマ王!v ～魔王誕生編～（2013年4月25日 - 5月6日、博品館劇場）
  - 魔劇『今日からマ王!』～魔王再降臨～（2015年10月1日 - 12日、全労済ホール スペース・ゼロ）
  - 舞台オリジナル外伝「魔劇『今日からマ王！』魔王暴走編」（2016年11月3日 - 13日、全労済ホール スペース・ゼロ）
- ふらちな侍（2013年5月23日 - 26日、シアターサンモール） - 同心平次 役
- 眠れぬ町の王子様 ～dreams like bubbles of Champagne～（2013年8月28日 - 9月1日、シアターサンモール） - 不知火瑠星 役
- タンバリンプロデューサーズ×LIVEDOGプロデュース公演『愛しのダンスマスター』（2014年2月26日 - 3月2日、新宿村LIVE） - 武田テツ 役
- 劇団たいしゅう小説家Present`s『サンダービートで踊らせて』（2014年3月26日 - 30日、萬劇場） - 主演・桶狭間陽太 役
- 覇権DO!! ～戦国高校天下布武～（2014年5月1日 - 6日、笹塚ファクトリー） - ヨーコ 役
- ゼロマンション『テングメン』（2014年8月6日 - 10日、笹塚ファクトリー） - 主演・ウサギ 役
- のぶニャがの野望 弐（2014年11月19日 - 24日、シアターサンモール） - シャルトび佐助 役
- 舞台『ZIPANGパイレーツ』（2015年2月153日 - 22日、あうるすぽっと） - 安藤瞬　役
- ADKアーツ×タンバリンステージ『散れ桜よ、刻天ノ証二』（2015年4月3日 - 12日、あうるすぽっと） - 九狐丸 役
- GRASP produce vol.1 舞台『龍狼伝』（2015年5月2日 - 6日、博品館劇場） - 伍真 役
- ラズベリーボーイ
  - ラズベリーボーイ2再演（2015年7月15日 - 20日、俳優座劇場）
  - ラズベリーボーイ3 THE FINAL（2016年5月20日 - 29日、俳優座劇場） - 三宅東吾 役
- 神様はじめました THE MUSICAL♪ 2016（2016年3月21日 - 29日、AiiA 2.5 Theater Tokyo） - 瑞希 役[23]
- 舞台『暁のヨナ』- ユン 役
  - 舞台『暁のヨナ』（2016年3月16日 - 21日、EX THEATER ROPPONGI）
  - 舞台『暁のヨナ』～緋色の宿命編～（2018年11月15日 - 25日、EXシアター六本木）[24]
- 『あんさんぶるスターズ! オン・ステージ』- 神崎颯馬 役
  - 『あんさんぶるスターズ! オン・ステージ』（2016年6月18日 - 26日、AiiA 2.5 Theater Tokyo）
  - 『あんさんぶるスターズ! オン・ステージ』～Take your Marks～（2017年1月5日 - 15日、AiiA 2.5 Theater Tokyo / 1月25日 - 29日、梅田芸術劇場）
  - 『あんさんぶるスターズ! エクストラ・ステージ』～Judge of Knights～（2017年9月7日 - 18日、シアター1010 / 9月22日 - 24日、新神戸オリエンタル劇場）[25]
  - 『あんさんぶるスターズ! オン・ステージ』～To the shining future～（2018年1月19日 - 21日、梅田芸術劇場 / 1月25日 - 2月5日、シアター1010）
  - ライブ『あんステフェスティバル』（2018年9月22日 - 24日、横浜文化体育館 / 9月26日 - 9月27日、神戸ワールド記念ホール）
- 大きな虹のあとで～不動四兄弟～（2016年8月29日 - 9月3日、俳優座劇場） - 不動草太 役
- バグバスターズ - 緑川六郎 役
  - バグバスターズ（2016年11月30日 - 12月4日、俳優座劇場）
  - バグバスターズ2（2017年11月23日 - 26日、俳優座劇場）[26]
  - バグバスターズ3（2017年11月29日 - 12月3日、俳優座劇場）
- オトメのオモチャ（2017年3月23日 - 27日、CBGKシブゲキ!!） - 藤崎夕祐 役
- 舞台 薄桜鬼SSL ROUTE 斎藤一（2017年4月21日 - 30日、シアターサンモール） - 藤堂平助 役[27]
- ALL OUT!! THE STAGE（2017年5月25日 - 6月4日、Zeppブルーシアター六本木） - 賀茂雷太 役[28]
- 青の祓魔師 島根イルミナティ篇（2017年10月20日 - 29日、Zeppブルーシアター六本木 / 11月2日 - 5日、新神戸オリエンタル劇場） - 宝ねむ 役[29]
- ミュージカル『薄桜鬼』- 藤堂平助 役[30]
  - ミュージカル『薄桜鬼 志譚』土方歳三 篇（2018年4月21日 - 23日、新神戸オリエンタル劇場 / 4月28日 - 5月1日、明治座）
  - ミュージカル『薄桜鬼 志譚』風間千景 篇（2019年4月5日 - 11日、日本青年館ホール / 4月18日 - 21日、京都劇場）
  - ミュージカル『薄桜鬼 真改』相馬主計 篇 （2021年4月2日 - 4日、日本青年館ホール / 4月8日 - 11日、AiiA 2.5 Theater Kobe） - 藤堂平助 役[31][32]
  - ミュージカル『薄桜鬼 真改』斎藤一 篇（2022年4月22日 - 27日、品川プリンスホテル ステラボール / 5月1日 - 5日、京都劇場）
  - ミュージカル『薄桜鬼』HAKU-MYU LIVE 3（2022年10月29日 - 30日、Zepp Namba OSAKA / 11月11日 - 13日、Zepp DiverCity TOKYO）
  - ミュージカル『薄桜鬼 真改』山南敬助 篇（2023年4月8日 - 16日、シアター1010 / 4月22日・23日、サンケイホールブリーゼ）[33]
  - ミュージカル『薄桜鬼 真改』土方歳三 篇（2024年4月13日・14日、AiiA 2.5 Theater Kobe / 4月19日 - 29日、天王洲 銀河劇場）[34]
  - ミュージカル『薄桜鬼 真改』藤堂平助 篇（2025年6月20日 - 29日、天王洲 銀河劇場）主演[35][36]
  - ミュージカル『薄桜鬼』HAKU-MYU LIVE 4（2025年12月19日 - 21日、Zepp DiverCity TOKYO / 12月27日 - 28日、Zepp Osaka Bayside）[37]
- 『アニドルカラーズ！キュアステージ』 - 蓮水巴瑠 役[38]
  - 『アニドルカラーズ！キュアステージ～シリアス学園編～』（2018年6月30 - 7月8日、シアターGロッソ）
  - 『アニドルカラーズ！キュアステージ』（2019年1月12日 - 1月20日、シアターGロッソ）
  - 『アニドルカラーズ キュアステージ～SHUFFLE REVUE～』（2021年2月10日 - 14日、シアター1010）
  - 『アニドルカラーズ キュアステージ -Jump to the Future-』（2022年5月27日 - 31日、オルタナティブシアター） [39]
- 男子はつらくないよ？（2018年7月29日 - 8月4日、三越劇場） - ヨウスケ 役
- 少女革命ウテナ～深く綻ぶ黒薔薇の～（2019年6月29日 - 7月7日、シアターGロッソ） - 薫幹 役[40]
- ミュージカル『スタミュ』-3rdシーズン-（2019年8月12日 - 25日、日本青年館ホール / 8月29日 - 9月1日、森ノ宮ピロティホール） - フランシス 役[41]
- 絶響MUSICA THE STAGE（2020年7月8日 - 13日、俳優座劇場） - 明神伊織 役[42]
- 家庭教師ヒットマンREBORN! the STAGE - ベルフェゴール 役（隠し弾（SECRET BULLET）） / ジル 役（-episode of FUTURE-後編）
  - -隠し弾（SECRET BULLET） - （2020年11月7日 - 15日、天王洲 銀河劇場 / 11月19日 - 22日、京都劇場）
  - -episode of FUTURE-後編（2021年7月28日 - 8月1日、天王洲 銀河劇場）
- ミュージカル『DREAM!ing』- 新兎千里 役[43]
  - ミュージカル『DREAM!ing』（2020年12月24日 - 27日、IMPホール / 2021年1月16日・17日[注 1]、大手町三井ホール）
  - ミュージカル『DREAM!ing～Rainy Days～』（2022年7月8日 - 18日、品川プリンスホテル ステラボール）[46]
  - ミュージカル『DREAM!ing～After Party～』（2025年8月9日、ニッショーホール）[47]
- Reading Theater-江戸川乱歩作品『心理試験』（2021年6月11日 - 13日、浅草・花劇場） - 蕗屋清一郎・斎藤勇 役[48]
- LIVE STAGE『スケートリーディング☆スターズ』（2021年10月22日 - 31日、品川プリンスホテル ステラボール） - 望月暁光 役[49]
- ミュージカル『ヘタリア～The world is wonderful～』（2021年12月16日 - 19日、COOL JAPAN PARK OSAKA WWホール / 12月23日 - 31日、品川プリンスホテル ステラボール）‐ロマーノ 役
  - ミュージカル「ヘタリア～The glorious world～」（2024年8月9日 - 12日、京都劇場 / 8月17日 - 19日、森ノ宮ピロティホール / 8月24日 - 9月8日、日本青年館ホール）[50]
- 本格文學朗読演劇 極上文學『ジキル&ハイド』（2022年1⽉22日 - 30日、紀伊國屋サザンシアターTAKASHIMAYA） - ジキル / ハイド 役[51]
- 舞台『DARKNESS HEELS～THE LIVE～2022』（2022年9月15日 - 20日、シアター1010） - ダークザギ 役[52]
- SOLID STARプロデュース vol.18『熱血硬派くにおくん外伝 リバーシティガールズ』（2022年12月7日 - 11日、草月ホール） - まもる 役
- 『東京カラーソニック!!』the Stage - 財前未來 役
  - Vol.1（2023年2月18日 - 26日、シアター1010）[53]
  - Vol.2（2023年11月10日 - 19日、天王洲 銀河劇場）[54]
- 舞台「オオカミの誘惑」（2023年5月17日 - 21日、六行会ホール） - 佐藤有馬 役[55]
- 隣に推しが住んでいるんだが（2023年8月4日 - 13日、シアターサンモール） - 赤西ユウキ 役[56]
- The Dawn of The Ragnarøk～異聞・北欧神話～（2023年9月16日 - 24日、シアターサンモール） - フレイ 役[57]
- 舞台 京極の轍-京羅戦争編-powered byヒューマンバグ大学（2024年5月17日 - 26日、新宿FACE） - 野島翔 役[58]
- 超ハジケステージ☆ボボボーボ・ボーボボ（2024年10月23日 - 10月31日、シアター1010） - ヘッポコ丸 役[59]
- ミュージカル「DREAM!ing～White Maze～」（2024年12月、飛行船シアター） - 主演・新兎千里 役（長江崚行とのW主演）[60]
- 朗読劇『文豪Letters』2025年2月公演（2025年2月2日、北とぴあ ドームホール）[61]
- SHOW×MUSICAL『ドリームハイ』（2025年4月11日 - 27日、シアターH） - ジェイソン / ホヨル 役[62]
- VISIONARY READING『三島由紀夫レター教室』（2025年10月10日〈予定〉、紀伊國屋ホール） - 炎タケル 役[63]

### コンサート
- ジャニーズJr.の大冒険！'07@メリディアン（2007年8月15日 - 24日、ホテルグランパシフィックメリディアン『パレロワイヤル』）[64]

### テレビ番組
- 俳句さく咲く!（2012年、NHK Eテレ）「おめざ! BY俳句男子」コーナー出演[5]
- BF会議（2014年10月 - 2015年3月、テレビ朝日）

### 映画
- ジョーカーゲーム（2012年）
- ジョフクの恋（2013年） - 井出ひろき 役
- only 4 you「色はヒカリ」（2015年） - ユウタ 役
- グール［喰怨］～百年、君を想う～（2016年）
- 2085年、恋愛消滅。（2016年） - 主演・雨宮竜都 役[65][66]

## 作品

### DVD
- 樋口裕太1st DVD「Truth」（2020年4月17日、MEN'S SCROLL）

### CD
- 「Oh！ビューティースワン」蓮水巴瑠fromキュアステージCAST樋口裕太（2021年2月15日、ボルSHOP）